# Davis Kamoga
Davis Kamoga (né le 17 juillet 1968) est un athlète ougandais, spécialiste du 400 mètres.

## Biographie

### Palmarès
| Date | Compétition                | Lieu          | Résultat | Épreuve   | Performance   |
| ---- | -------------------------- | ------------- | -------- | --------- | ------------- |
| 1996 | Jeux olympiques            | Atlanta       | 3e       | 400 m     | 44 s 53       |
| 1997 | Championnats du monde      | Athènes       | 2e       | 400 m     | 44 s 37       |
| 1998 | Championnats d'Afrique     | Dakar         | 2e       | 400 m     | 44 s 79       |
| 1998 | Coupe du monde des nations | Johannesbourg | 4e       | 4 × 400 m | 3 min 01 s 08 |

### Records
| Épreuve    | Performance | Lieu    | Date        |
| ---------- | ----------- | ------- | ----------- |
| 400 mètres | 44 s 37     | Athènes | 5 août 1997 |